# William Hurt
Pour les articles homonymes, voir Hurt.
William Hurt est un acteur américain, né le 20 mars 1950 à Washington DC et mort le 13 mars 2022 à Portland (Oregon).

## Biographie

### Jeunesse et formation
William McChord Hurt naît le 20 mars 1950 d'Alfred McChord Hurt, fonctionnaire du département d'État américain, et de Claire Isabel McGill, employée de Time Magazine. En raison du travail de son père, il passe une partie de son enfance en expatriation à Lahore (Pakistan), Mogadiscio (Somalie) et Khartoum (Soudan).
Il entreprend des études de théologie à Londres puis à Boston. Il les abandonne pour suivre des cours d'art dramatique à la Juilliard School de New York.

### Carrière
William Hurt commence sa carrière au théâtre à la fin des années 1970. Dans les années 1980, il se produit dans diverses pièces : Henri V, Richard II, Le Songe d'une nuit d'été de William Shakespeare, Fifth of July de Lanford Wilson et Hurlyburly (en) de David Rabe (en) avec Sigourney Weaver qui lui vaut une nomination au Tony award du meilleur acteur en 1985.
En 1980, Hurt fait ses débuts au cinéma dans Au-delà du réel de Ken Russell . L'année suivante, il joue dans L'Œil du témoin de Peter Yates et La Fièvre au corps de Lawrence Kasdan, puis dans Gorky Park (1983) de Michael Apted,,,.
Il collabore deux autres fois avec Lawrence Kasdan, pour qui il tourne Les Copains d'abord (1983) et Voyageur malgré lui (1988). Il passe ensuite au drame avec Les Enfants du silence (1986). Sa prestation dans Le Baiser de la femme araignée (Beijo da mulher aranha), lui vaut le prix d'interprétation masculine du Festival de Cannes en 1985, ainsi que l'Oscar du meilleur acteur l'année suivante. Il travaille également avec Woody Allen pour Alice, en 1990,. Il poursuit avec Smoke de Wayne Wang, en 1994,, Jane Eyre de Franco Zeffirelli, et Un divan à New York de Chantal Akerman, en 1996.
À la fin des années 1990, il aborde la science-fiction avec Dark City (1998) d'Alex Proyas,, Perdus dans l'espace (1998) de Stephen Hopkins, et A.I. Intelligence artificielle (2001) de Steven Spielberg,. Il apparaît dans de petites œuvres dramatiques : Au plus près du paradis (2002) de Tonie Marshall, aux côtés de Catherine Deneuve, Le Village (2004), et The King (2005),. Il est à nouveau nommé aux Oscars pour son rôle dans A History of Violence de David Cronenberg en 2006,. En 2007, il interprète le père de Chris McCandless dans le film Into the Wild de Sean Penn.
De 2008 à 2021, au sein de l'univers cinématographique Marvel, il incarne le général puis secrétaire d'État Thaddeus « Thunderbolt » Ross dans les films L'Incroyable Hulk (2008), Captain America: Civil War (2016), Avengers: Infinity War (2018), Avengers: Endgame (2019) et Black Widow (2021).

### Vie privée
William Hurt a notoirement entretenu de nombreuses relations sentimentales.
Marié de 1971 à 1982 à l'actrice américaine Mary Beth Hurt, il entreprend en 1981 à Saratoga Springs, une relation avec Sandra Jennings. Celle-ci tombe enceinte au printemps 1982, ce qui précipite son divorce avec Mary Beth. Ayant déménagé en Caroline du Sud, le couple vit plusieurs années en union libre, puis se sépare. La relation ayant donné lieu en 1983 à la naissance d'un enfant, Alexander, Sandra Jennings introduit sans succès une demande de reconnaissance d'un mariage de fait (common law marriage reconnu en Caroline du Sud) devant le tribunal de New-York,. 
Il rencontre l'actrice Marlee Matlin, avec laquelle il vit deux ans en concubinage. En 1986, alors qu'elle vient de recevoir l'Oscar de la meilleure actrice pour Les Enfants du silence (film pour lequel il est lui-même nommé), William Hurt lui aurait demandé dans la limousine après avoir quitté la cérémonie : « Qu’as-tu fait pour le mériter dès ton premier rôle ? » Il s’en excuse en 2009. Marlee Matlin a déclaré que leur relation était entachée de violences et de consommation de drogues, raison pour laquelle elle y met un terme et se fait admettre au Betty Ford Center.
William Hurt est marié avec l'actrice Heidi Henderson de 1989 à 1993. Deux enfants naissent de cette union : Samuel en 1989, et William en 1991.
Parlant couramment français, il rencontre en 1992 sur le tournage de La Peste, Sandrine Bonnaire avec qui il a une fille, Jeanne, née en 1994.

### Mort
En mai 2018, on diagnostique à William Hurt un cancer de la prostate qui est à un stade trop avancé pour être curable. La maladie se métastase aux os.
Il meurt le 13 mars 2022 à Portland (Oregon), à l'âge de 71 ans.

## Filmographie

### Cinéma
- 1980 : Au-delà du réel (Altered States) de Ken Russell : le professeur Eddie Jessup
- 1981 : L'Œil du témoin (Eyewitness) de Peter Yates : Daryll Deever
- 1981 : La Fièvre au corps (Body Heat) de Lawrence Kasdan : Ned Racine
- 1983 : Les Copains d'abord (The Big Chill) de Lawrence Kasdan : Nick Carlton
- 1983 : Gorky Park de Michael Apted : Arkady Renko
- 1985 : Le Baiser de la femme araignée (O Beijo da Mulher Aranha) d'Héctor Babenco : Luis Molina
- 1986 : Les Enfants du silence (Children of a Lesser God) de Randa Haines : James Leeds
- 1987 : Broadcast News de James L. Brooks : Tom Grunick
- 1988 : A Time of Destiny de Gregory Nava : Martin Larraneta
- 1988 : Voyageur malgré lui (The Accidental Tourist) de Lawrence Kasdan : Macon Leary
- 1990 : Je t'aime à te tuer de Lawrence Kasdan : Harlan James
- 1990 : Marilyn Hotchkiss' Ballroom Dancing and Charm School de Randall Miller : Steve (voix)
- 1990 : Alice de Woody Allen : Doug Tate
- 1991 : Le Docteur (The Doctor) de Randa Haines : Dr Jack MacKee
- 1991 : Jusqu'au bout du monde (Bis ans Ende der Welt) de Wim Wenders : Sam Farber, alias Trevor McPhee
- 1992 : La Peste (The Plague) de Luis Puenzo : Dr Bernard Rieux
- 1993 : Mr. Wonderful d'Anthony Minghella : Tom
- 1994 : Le Douzième Juré (Trial by Jury) de Heywood Gould : Tommy Vesey
- 1994 : Le Deuxième Père (Second Best) de Chris Menges : Graham Holt
- 1995 : Smoke de Wayne Wang : Paul Benjamin
- 1995 : Confidences à un inconnu de Georges Bardawil : l'étranger
- 1996 : Jane Eyre de Franco Zeffirelli : Rochester
- 1996 : Un divan à New York (A Couch in New York) de Chantal Akerman : Henry Harriston
- 1996 : Michael de Nora Ephron : Frank Quinlan
- 1997 : Loved d'Erin Dignam : K. D. Dietrickson
- 1998 : Dark City d'Alex Proyas : inspecteur Frank Bumstead
- 1998 : La Proposition (The Proposition) de Lesli Linka Glatter : Arthur Barret
- 1998 : Perdus dans l'espace (Lost in Space) de Stephen Hopkins : Professeur John Robinson
- 1998 : Contre-jour (One True Thing) de Carl Franklin : George Gulden
- 1999 : Le Quatrième Étage (The 4th Floor) de Josh Klausner : Greg Harrison
- 1999 : The Big Brass Ring de George Hickenlooper : William Blake Pellarin
- 1999 : Sunshine d'István Szabó : Andor Knorr
- 1999 : Issue de secours (Do Not Disturb) de Dick Maas : Walter Richmond
- 2000 : The Simian Line de Linda Yellen : Edward
- 2000 : Il était une fois Jésus (The Miracle Maker) de Derek Hayes et Stanislav Sokolov : Jairus (voix)
- 2000 : Contamination (The Contaminated Man), d'Anthony Hickox : David R. Whitman
- 2001 : A.I. Intelligence artificielle (Artificial Intelligence: AI) de Steven Spielberg : Professeur Allen Hobby
- 2001 : De drôles d'oiseaux (Rare Birds) de Sturla Gunnarsson : Dave
- 2002 : Dérapages incontrôlés (Changing Lanes) de Roger Michell : le sponsor de Doyle
- 2002 : Au plus près du paradis de Tonie Marshall : Matt
- 2002 : Tuck Immortels de Jay Russell : Angus Tuck
- 2004 : Le Papillon bleu (The Blue Butterfly) de Léa Pool : Alan Osborne
- 2004 : Le Village (The Village) de M. Night Shyamalan : Edward Walker
- 2005 : The King de James Marsh : David
- 2005 : A History of Violence de David Cronenberg : Richie Cusack
- 2005 : Neverwas de Joshua Michael Stern : Dr Peter Reed
- 2005 : Syriana de Stephen Gaghan : Stan
- 2006 : The Legend of Sasquatch de Thomas Callicoat : John Davis (voix)
- 2006 : Beautiful Ohio de Chad Lowe : Mr Messerman
- 2006 : Raisons d'État (The Good Shepherd) de Robert De Niro : Philip Allen
- 2007 : Mr. Brooks de Bruce A. Evans : Marshall
- 2007 : Into the Wild de Sean Penn : Walt McCandless
- 2007 : Noise, d'Henry Bean : Schneer, le maire
- 2008 : The Yellow Handkerchief, d'Udayan Prasad : Brett Hanson
- 2008 : Angles d'attaque (Vantage Point) de Pete Travis : le président Ashton
- 2008 : L'Incroyable Hulk (The Incredible Hulk) de Louis Leterrier : le lieutenant général Thaddeus « Thunderbolt » Ross
- 2009 : Endgame de Pete Travis : Will Esterhuyse
- 2009 : La Comtesse (The Countess) de Julie Delpy : György Thurzó
- 2010 : Robin des Bois (Robin Hood) de Ridley Scott : Guillaume le Maréchal
- 2010 : The River Why de Matthew Leutwyler : Warren Mills
- 2011 : Trois fois 20 ans de Julie Gavras : Adam
- 2012 : J'enrage de son absence de Sandrine Bonnaire : Jacques
- 2013 : Les Âmes Vagabondes (The Host), d'Andrew Niccol : Jeb Stryder
- 2014 : Un amour d'hiver (Winter's Tale) d'Akiva Goldsman : Isaac Penn
- 2015 : The Duel de Kieran Darcy-Smith : le gouverneur Ross
- 2016 : La Couleur de la victoire (Race) de Stephen Hopkins : Jeremiah Mahoney
- 2016 : Captain America: Civil War d'Anthony et Joe Russo : le secrétaire d'État Thaddeus « Thunderbolt » Ross
- 2018 : Avengers: Infinity War d'Anthony et Joe Russo : le secrétaire d'État Thaddeus « Thunderbolt » Ross
- 2018 : The Miracle Season de Sean McNamara : Ernie Found
- 2019 : The Last Full Measure de Todd Robinson : Tulley
- 2019 : Avengers: Endgame d'Anthony et Joe Russo : le secrétaire d'État Thaddeus « Thunderbolt » Ross
- 2021 : Black Widow de Cate Shortland : le secrétaire d'État Thaddeus « Thunderbolt » Ross
- 2022 : The King's Daughter de Sean McNamara : le père La Chaise

### Télévision

#### Téléfilms
- 1981 : All the Way Home de Delbert Mann : Jay Follet
- 1982 : Le Songe d'une nuit d'été (A Midsummer Night's Dream) d'Emile Ardolino : Oberon
- 2001 : The Flamingo Rising de Martha Coolidge : Turner Knight
- 2001 : Au service de la liberté (Varian's War) de Lionel Chetwynd : Varian Fry
- 2002 : Master Spy: The Robert Hanssen Story de Lawrence Schiller : Robert P. Hanssen
- 2005 : Combat pour la justice (Hunt for Justice) de Charles Binamé : général Mortimer
- 2011 : Too Big to Fail : Débâcle à Wall Street (Too Big to Fail) de Curtis Hanson : Henry Paulson
- 2011 : Moby Dick de Mike Barker : capitaine Achab
- 2013 : The Challenger Disaster (The Challenger) de James Hawes : Richard Feynman

#### Séries télévisées
- 1977 : Kojak : Jake (saison 4, épisodes 19 et 20 : En attendant Kojak 1&2)
- 1977 : The Best of Families : James Lathrop
- 1978 : Great Performances : Walter (saison 6, épisode 5 : Verna : USO Girl)
- 2000 : Dune : Duc Leto Atréides
- 2001 : Rivière-des-Jérémie : G. Adam Davidson aka Gad
- 2004 : Frankenstein : professeur Waldman
- 2006 : Rêves et Cauchemars, épisode Petits Soldats : Jason Renshaw
- 2008 : Damages : Daniel Purcell (saison 2, épisodes 1 à 13)
- 2016 : Beowulf : Retour dans les Shieldlands (Beowulf: Return to the Shieldlands) : Hrothgar
- 2016-2021 : Goliath : Donald Cooperman
- 2018-2020 : Condor : Bob Partridge

## Distinctions

### Récompenses
- Festival de Cannes 1985 : Prix d'interprétation masculine pour Le Baiser de la femme araignée[15]
- Oscars 1986 : Meilleur acteur pour Le Baiser de la femme araignée
- Festival international du film de Saint-Jean-de-Luz 2012 : Meilleur acteur pour J'enrage de son absence

### Nominations
- Golden Globes 1986 : Meilleur acteur dans un film dramatique pour Le Baiser de la femme araignée
- Golden Globes 1987 : Meilleur acteur dans un film dramatique pour Les Enfants du silence
- Oscars 1987 : Meilleur acteur pour Les Enfants du silence
- Golden Globes 1988 : Meilleur acteur dans un film musical ou une comédie pour Broadcast News
- Oscars 1988 : Meilleur acteur pour Broadcast News
- Oscars 2006 : Meilleur acteur dans un second rôle pour A History of Violence
- Golden Globes 2010 : Meilleur second rôle masculin dans une série, une mini-série ou un téléfilm pour Damages

## Voix francophones
En version française, Richard Darbois est la première voix régulière de William Hurt. Il le double à ses débuts de manière récurrente entre 1981 et 1996 dans L'Œil du témoin, La Fièvre au corps, Les Copains d'abord, Gorky Park, Broadcast News, Alice, Je t'aime à te tuer, Le Docteur, Smoke et Michael, puis de manière occasionnelle dans Issue de secours en 1999, Dune en 2000 et The King en 2005. En parallèle, il est doublé entre 1980 et 1994 par Michel Le Royer dans Au-delà du réel, Edgar Givry dans Les Enfants du silence, Michel Derain dans Voyageur malgré lui, Georges Corraface dans Jusqu'au bout du monde, Yves Beneyton dans Mr. Wonderful, Philippe Vincent dans Le Douzième Juré.
Entre 1995 et 2021, Féodor Atkine est sa voix régulière, notamment dans Confidences à un inconnu, Perdus dans l'espace, Contre-jour, A.I. Intelligence artificielle, A History of Violence, Syriana, Raisons d'État, Angles d'attaque, les films du MCU Damages, Robin des Bois, Moby Dick, Bonnie and Clyde: Dead and Alive, Goliath et Condor. Gabriel Le Doze le double à quatre reprises entre 2002 et 2019 dans Dérapages incontrôlés, Too Big to Fail : Débâcle à Wall Street, La Couleur de la victoire et The Last Full Measure tandis qu'il est doublé à titre exceptionnel entre 1998 et 2004 par Philippe Catoire dans La Proposition, Jean Barney dans Rêves et Cauchemars, Emmanuel Jacomy dans Mr. Brooks, Pierre Arditi dans Trois fois 20 ans et Pierre Dourlens dans Frankenstein.
En version québécoise, il est régulièrement doublé par Jean-Marie Moncelet, notamment dans L'Archange, Sunshine, A History of Violence, Syriana, les films du MCU Le Bon Berger, 10 secondes de liberté, La Saison miracle. James Hyndman l'a doublé dans Le Papillon bleu et Robin des Bois tandis que Vincent Davy l'a doublé dans Procès devant jury René Gagnon dans L'Homme idéal.